# Notobatrachus degiustoi
Notobatrachus degiustoi foi uma espécie de rã pré-histórica que viveu durante o período Jurássico Médio na região geográfica que abrange a parte mais meridional da América do Sul denominada Patagônia. Era bastante parecida com a rã moderna e era bastante avançada para sua época.
O exemplar mais antigo, do Jurássico Médio, há 161 milhões de anos, foi descoberto na província de Santa Cruz, cerca de 2.300 quilômetros ao sul de Buenos Aires, em janeiro de 2020.